# 米兰·哈卢帕
米兰·哈卢帕（捷克語：Milan Chalupa，1953年7月4日—），捷克男子冰球运动员。他曾代表捷克斯洛伐克国家队参加1976年、1980年和1984年冬季奥林匹克运动会冰球比赛，获得二枚银牌。